# Lijst van planetoïden 38801-38900
Dit is een lijst van planetoïden 38801-38900. Voor de volledige lijst zie de lijst van planetoïden.
| Naam                 | Voorlopige naamgeving | Datum ontdekking  | Ontdekker      |
| -------------------- | --------------------- | ----------------- | -------------- |
| (38801) -            | 2000 RS55             | 4 september 2000  | LINEAR         |
| (38802) -            | 2000 RW60             | 6 september 2000  | LINEAR         |
| (38803) -            | 2000 RH62             | 1 september 2000  | LINEAR         |
| (38804) -            | 2000 RB64             | 3 september 2000  | LINEAR         |
| (38805) -            | 2000 RL65             | 1 september 2000  | LINEAR         |
| (38806) -            | 2000 RH66             | 1 september 2000  | LINEAR         |
| (38807) -            | 2000 RM68             | 2 september 2000  | LINEAR         |
| (38808) -            | 2000 RX68             | 2 september 2000  | LINEAR         |
| (38809) -            | 2000 RT69             | 2 september 2000  | LINEAR         |
| (38810) -            | 2000 RP70             | 2 september 2000  | LINEAR         |
| (38811) -            | 2000 RW71             | 2 september 2000  | LINEAR         |
| (38812) -            | 2000 RL72             | 2 september 2000  | LINEAR         |
| (38813) -            | 2000 RP72             | 2 september 2000  | LINEAR         |
| (38814) -            | 2000 RR72             | 2 september 2000  | LINEAR         |
| (38815) -            | 2000 RY73             | 2 september 2000  | LINEAR         |
| (38816) -            | 2000 RZ73             | 2 september 2000  | LINEAR         |
| (38817) -            | 2000 RH74             | 2 september 2000  | LINEAR         |
| (38818) -            | 2000 RJ74             | 2 september 2000  | LINEAR         |
| (38819) -            | 2000 RX75             | 3 september 2000  | LINEAR         |
| (38820) -            | 2000 RB77             | 7 september 2000  | LINEAR         |
| (38821) Linchinghsia | 2000 RJ8              | 9 september 2000  | W. K. Y. Yeung |
| (38822) -            | 2000 RY83             | 1 september 2000  | LINEAR         |
| (38823) -            | 2000 RN87             | 2 september 2000  | LONEOS         |
| (38824) -            | 2000 RG91             | 3 september 2000  | LINEAR         |
| (38825) -            | 2000 RS91             | 3 september 2000  | LINEAR         |
| (38826) -            | 2000 RZ92             | 3 september 2000  | LINEAR         |
| (38827) -            | 2000 RQ93             | 4 september 2000  | LONEOS         |
| (38828) -            | 2000 RQ94             | 4 september 2000  | LONEOS         |
| (38829) -            | 2000 RQ96             | 4 september 2000  | LONEOS         |
| (38830) -            | 2000 RK99             | 5 september 2000  | LONEOS         |
| (38831) -            | 2000 RC105            | 7 september 2000  | LINEAR         |
| (38832) -            | 2000 RH105            | 7 september 2000  | LINEAR         |
| (38833) -            | 2000 SC               | 17 september 2000 | LINEAR         |
| (38834) -            | 2000 SP1              | 18 september 2000 | LINEAR         |
| (38835) -            | 2000 SS2              | 20 september 2000 | NEAT           |
| (38836) -            | 2000 SS19             | 23 september 2000 | LINEAR         |
| (38837) -            | 2000 SM23             | 26 september 2000 | K. Korlević    |
| (38838) -            | 2000 SB31             | 24 september 2000 | LINEAR         |
| (38839) -            | 2000 SU32             | 24 september 2000 | LINEAR         |
| (38840) -            | 2000 SH39             | 24 september 2000 | LINEAR         |
| (38841) -            | 2000 SH43             | 26 september 2000 | Črni Vrh       |
| (38842) -            | 2000 SW44             | 26 september 2000 | Nachi-Katsuura |
| (38843) -            | 2000 SN49             | 23 september 2000 | LINEAR         |
| (38844) -            | 2000 SW58             | 24 september 2000 | LINEAR         |
| (38845) -            | 2000 SL59             | 24 september 2000 | LINEAR         |
| (38846) -            | 2000 SH68             | 24 september 2000 | LINEAR         |
| (38847) -            | 2000 SJ68             | 24 september 2000 | LINEAR         |
| (38848) -            | 2000 SN68             | 24 september 2000 | LINEAR         |
| (38849) -            | 2000 SS68             | 24 september 2000 | LINEAR         |
| (38850) -            | 2000 SW68             | 24 september 2000 | LINEAR         |
| (38851) -            | 2000 SM69             | 24 september 2000 | LINEAR         |
| (38852) -            | 2000 SR70             | 24 september 2000 | LINEAR         |
| (38853) -            | 2000 SW71             | 24 september 2000 | LINEAR         |
| (38854) -            | 2000 SY71             | 24 september 2000 | LINEAR         |
| (38855) -            | 2000 SY81             | 24 september 2000 | LINEAR         |
| (38856) -            | 2000 SH87             | 24 september 2000 | LINEAR         |
| (38857) -            | 2000 SE88             | 24 september 2000 | LINEAR         |
| (38858) -            | 2000 SB91             | 22 september 2000 | LINEAR         |
| (38859) -            | 2000 SL92             | 23 september 2000 | LINEAR         |
| (38860) -            | 2000 SH100            | 23 september 2000 | LINEAR         |
| (38861) -            | 2000 SB104            | 24 september 2000 | LINEAR         |
| (38862) -            | 2000 SD105            | 24 september 2000 | LINEAR         |
| (38863) -            | 2000 SX108            | 24 september 2000 | LINEAR         |
| (38864) -            | 2000 SZ108            | 24 september 2000 | LINEAR         |
| (38865) -            | 2000 SD111            | 24 september 2000 | LINEAR         |
| (38866) -            | 2000 SK111            | 24 september 2000 | LINEAR         |
| (38867) -            | 2000 SF112            | 24 september 2000 | LINEAR         |
| (38868) -            | 2000 SX112            | 24 september 2000 | LINEAR         |
| (38869) -            | 2000 SL113            | 24 september 2000 | LINEAR         |
| (38870) -            | 2000 SQ114            | 24 september 2000 | LINEAR         |
| (38871) -            | 2000 SO115            | 24 september 2000 | LINEAR         |
| (38872) -            | 2000 SP116            | 24 september 2000 | LINEAR         |
| (38873) -            | 2000 SB117            | 24 september 2000 | LINEAR         |
| (38874) -            | 2000 SZ119            | 24 september 2000 | LINEAR         |
| (38875) -            | 2000 SA120            | 24 september 2000 | LINEAR         |
| (38876) -            | 2000 SX120            | 24 september 2000 | LINEAR         |
| (38877) -            | 2000 SE121            | 24 september 2000 | LINEAR         |
| (38878) -            | 2000 SL121            | 24 september 2000 | LINEAR         |
| (38879) -            | 2000 SO121            | 24 september 2000 | LINEAR         |
| (38880) -            | 2000 SD123            | 24 september 2000 | LINEAR         |
| (38881) -            | 2000 SE123            | 24 september 2000 | LINEAR         |
| (38882) -            | 2000 SG123            | 24 september 2000 | LINEAR         |
| (38883) -            | 2000 SZ123            | 24 september 2000 | LINEAR         |
| (38884) -            | 2000 SF124            | 24 september 2000 | LINEAR         |
| (38885) -            | 2000 SG126            | 24 september 2000 | LINEAR         |
| (38886) -            | 2000 SW126            | 24 september 2000 | LINEAR         |
| (38887) -            | 2000 SN134            | 23 september 2000 | LINEAR         |
| (38888) -            | 2000 SA137            | 23 september 2000 | LINEAR         |
| (38889) -            | 2000 SJ146            | 24 september 2000 | LINEAR         |
| (38890) -            | 2000 SO146            | 24 september 2000 | LINEAR         |
| (38891) -            | 2000 SO148            | 24 september 2000 | LINEAR         |
| (38892) -            | 2000 SS148            | 24 september 2000 | LINEAR         |
| (38893) -            | 2000 SH149            | 24 september 2000 | LINEAR         |
| (38894) -            | 2000 SC152            | 24 september 2000 | LINEAR         |
| (38895) -            | 2000 SE152            | 24 september 2000 | LINEAR         |
| (38896) -            | 2000 SB153            | 24 september 2000 | LINEAR         |
| (38897) -            | 2000 SO154            | 24 september 2000 | LINEAR         |
| (38898) -            | 2000 SD155            | 24 september 2000 | LINEAR         |
| (38899) -            | 2000 SG157            | 26 september 2000 | LINEAR         |
| (38900) -            | 2000 SH157            | 26 september 2000 | LINEAR         |